# Амфіктіонія
Амфіктіо́нія — політичний і релігійний союз племен і міст Стародавньої Греції, який створювався для охорони спільних святилищ, храмів, організації релігійних свят і розв'язання міжплемінних питань.
Найзначнішою була дельфійська амфіктіонія, що складалася з 12 членів: фессалійців, беотійців, дорійців, іонійців, перребів, могнетів, локрійців, етейців, фтіотів, малійців та фокейців. Згодом зменшилася до 10 — замість беотійців, етейців та перребів увійшли долопи і еніани. На чолі стояли верховні збори, що складалися навесні та восени в Фермопілах та Дельфах відповідно. Збори призначали виконавців рішень (ієромнемонів) у кількості 24 осіб. Їхніми головними завданнями було збереження миру в дельфах та влаштування релігійних свят. З V ст. до н. е. дельфи мали тісні відносини з провідними державами Еллади, активно втручаючись в їхню політику. За право контролювати скарбницю дельфійського оракула відбулося 4 «священні війни».
Після завоювання Греції Римом (2 століття до н. е.) амфіктіонія втратила політичне значення.